# Cửa sổ chuyển hóa
Cửa sổ chuyển hóa (Metabolic window) còn gọi là cửa sổ đồng hóa (Anabolic window)  hoặc cửa sổ protein là một thuật ngữ được sử dụng trong quá trình tập luyện, rèn luyện sức mạnh để mô tả khoảng thời gian trong thời khắc hai giờ sau khi tập luyện (có thể cộng hoặc trừ, tùy thuộc vào từng cá nhân) mà khi đó, quá trình dinh dưỡng có thể chuyển cơ thể từ trạng thái dị hóa sang trạng thái đồng hóa. Cụ thể, trong khoảng thời gian này, lượng protein và carbohydrate hấp thụ được có thể hỗ trợ tăng khối lượng cơ. Nói cách khác, cửa sổ chuyển hóa là thời điểm khi hấp thu dinh dưỡng sẽ được chuyển ngay đến cho nhu cầu xây dựng cơ bắp. Hiện nay vẫn chưa có đủ bằng chứng khoa học để hỗ trợ cho lý thuyết cửa sổ chuyển hóa. Cửa sổ trao đổi chất dựa trên phản ứng đồng hóa của cơ thể. Đồng hóa là khi các phân tử nhỏ phát triển thành các phân tử phức tạp lớn hơn. Điều này ngược lại với dị hóa, khi các phân tử lớn hơn bị phân hủy trong cơ thể. Trong quá trình đồng hóa, các phân tử hình thành các tế bào và mô mới lớn hơn. Thời điểm dinh dưỡng (Nutrient timing) là một khái niệm ăn kiêng thể thao cho rằng thời gian có thể là một yếu tố còn thiếu trong việc cải thiện thể hình, nó thể hiện sự thay đổi so với trường phái tư tưởng trước đây tập trung vào việc nạp protein mà không nhấn mạnh đến sự đồng bộ giữa việc ăn uống và tập thể dục.

## Đại cương
Sau khi tập luyện sức mạnh, cơ thể sẽ đồng hóa. Trạng thái sinh lý này đòi hỏi nhiều quá trình tế bào diễn ra để phục hồi và phát triển cơ. Các quá trình này được thúc đẩy từ các chất dinh dưỡng gọi là protein và carbohydrate. Các lợi ích liên quan đến việc đạt được cửa sổ trao đổi chất trong 30 phút trở xuống bao gồm tăng tổng hợp protein, giảm sự phân hủy protein cơ và bổ sung glycogen cơ. Glycogen là chất nền chính trong quá trình tập luyện cường độ cao sẽ giảm ngay cả khi chỉ hoạt động trong thời gian ngắn. Đây là tất cả các quá trình diễn ra ở tốc độ chậm trong cơ thể và bằng cách bơm đầy chất dinh dưỡng vào cơ thể ngay sau khi tập luyện, cho phép cơ thể tăng tốc độ phục hồi và hy vọng sẽ tăng thêm khối lượng cơ. Ngoài ra còn có các yếu tố khác phát huy tác dụng khi thảo luận về lý thuyết cửa sổ trao đổi chất. Một số yếu tố này bao gồm cách phân hủy protein cơ (MPB) và tổng hợp protein cơ (MPS) tương tác với nhau như thế nào và thời điểm tiêu thụ protein trước hoặc sau khi tập luyện. Biến số đã được chứng minh rõ ràng nhất để xây dựng cơ bắp là quá tải tiến triển, bao gồm việc nâng cao sức kháng lực hơn theo thời gian, mà cơ bắp sẽ thích nghi.
Bằng chứng về việc bổ sung mức năng lượng bị cạn kiệt chỉ có liên quan khi chúng biến mất hoàn toàn khi bắt đầu luyện tập, chẳng hạn như trong quá trình tập luyện khi bụng đói. Đây là nơi mà một lượng lớn thời gian trong ngày trôi qua mà không ăn gì để tăng đột biến và làm cạn kiệt mức năng lượng để đánh lừa cơ thể, sau đó là một buổi tập luyện (với mức năng lượng dinh dưỡng thấp) để buộc cơ thể phải khó chịu. Sau đó, cơ thể ở mức chất dinh dưỡng khác nhau thấp bất thường (như carbohydrate và protein), sau đó được đưa trở lại cơ thể để buộc cơ thể phải thích nghi cao hơn nữa. Trong quá trình tập luyện khi đói, sự gia tăng phân hủy protein cơ khiến mức axit amin âm tính trước khi tập luyện tiếp tục trong giai đoạn sau khi tập luyện mặc dù quá trình tổng hợp protein cơ tăng lên. Đây là lý do tại sao việc bổ sung dinh dưỡng ngay sau khi tập luyện là hợp lý vì mức dinh dưỡng đã thấp như vậy trước khi bắt đầu tập luyện. Điều này sẽ biến trạng thái dị hóa của cơ thể thành trạng thái đồng hóa và do đó thúc đẩy cửa sổ chuyển hóa theo mong muốn. Điều này có nghĩa là cơ thể đã quen với việc tiếp nhận thức ăn đến mức khi nhịn đói, cơ thể không biết phải làm gì, vì vậy nó sẽ chuyển sang chế độ hoảng loạn, khi đẩy mình vào trạng thái kiệt sức, và sau đó cuối cùng tự nuôi sống bản thân và cơ thể hấp thụ nhiều chất dinh dưỡng hơn và chỉ lấy những chất cần thiết. Một ví dụ về chế độ ăn kiêng này là nhịn ăn gián đoạn.